# Huang Xufeng
Huang Xufeng (Binzhou, 31 de enero de 1984) es una deportista china que compitió en vela en la clase 470. Ganó una medalla de bronce en el Campeonato Mundial de 470 de 2013.

## Palmarés internacional
| \| Campeonato Mundial \| Campeonato Mundial \| Campeonato Mundial \| Campeonato Mundial \| \| Año \| Lugar \| Medalla \| Clase \| \| ------------------ \| --------------------- \| ------------------ \| ------------------ \| \| 2013 \| La Rochelle (Francia) \| Medalla de bronce \| 470 \| |                       |                   |       |
| Campeonato Mundial |                       |                   |       |
| Año | Lugar                 | Medalla           | Clase |
| 2013 | La Rochelle (Francia) | Medalla de bronce | 470   |